# Vollenhovia emeryi
Vollenhovia emeryi är en myrart som beskrevs av Wheeler 1906. Vollenhovia emeryi ingår i släktet Vollenhovia och familjen myror.

## Underarter
Arten delas in i följande underarter:
- V. e. chosenica
- V. e. emeryi

## Bildgalleri

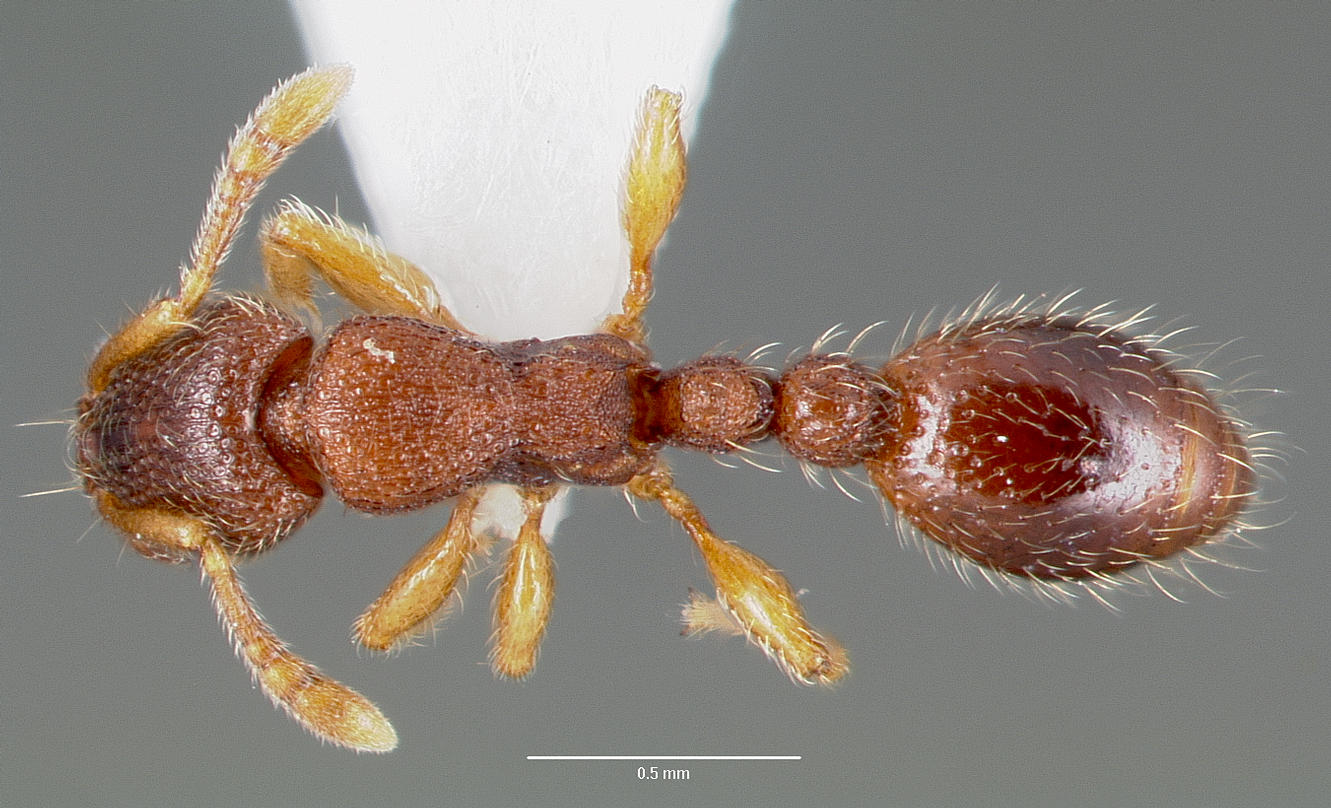
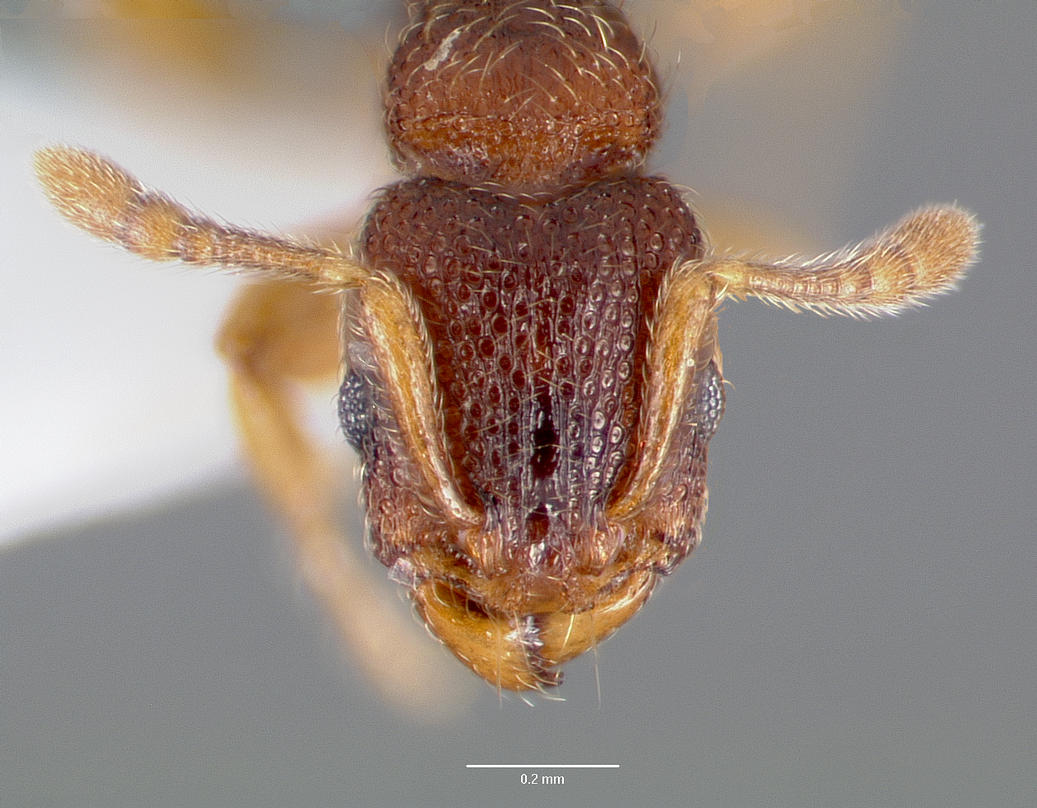
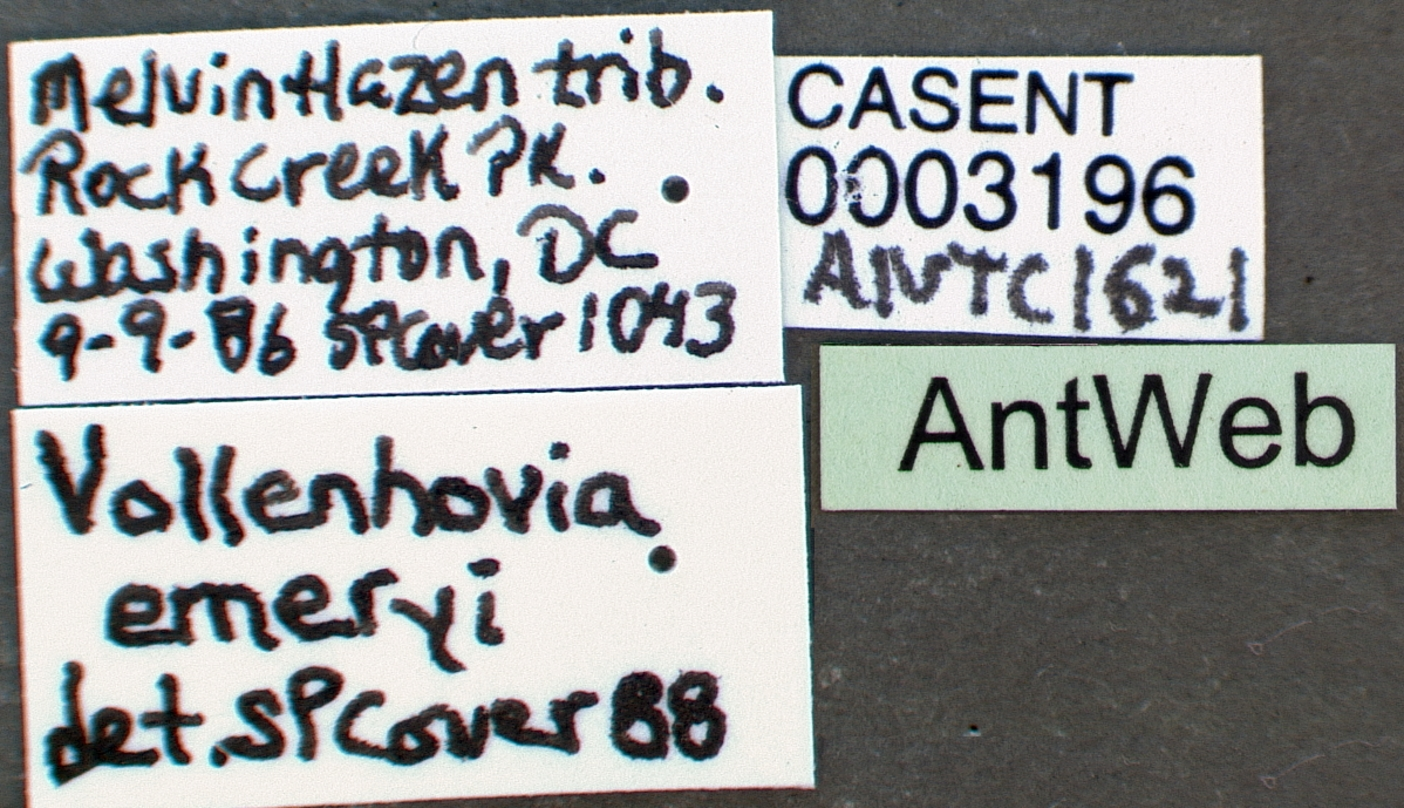
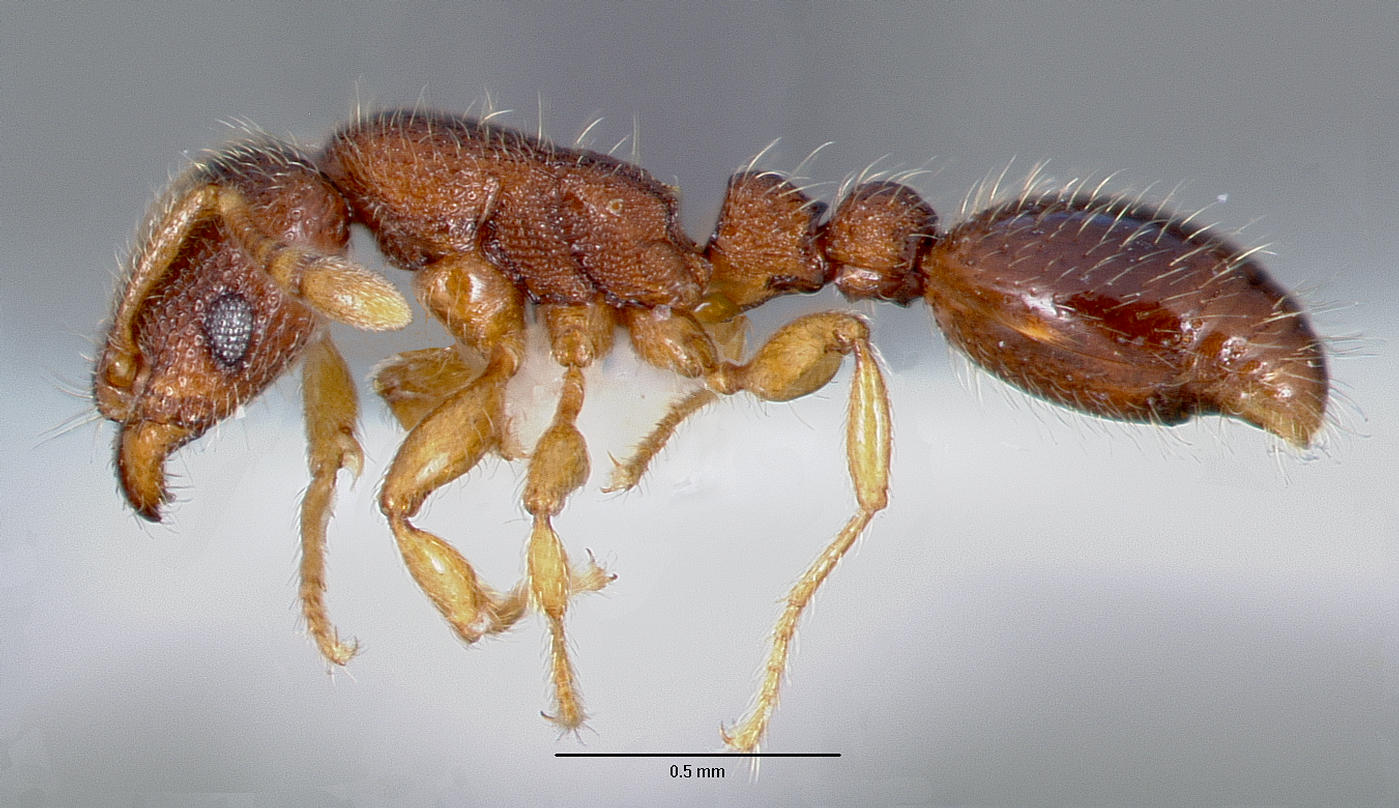
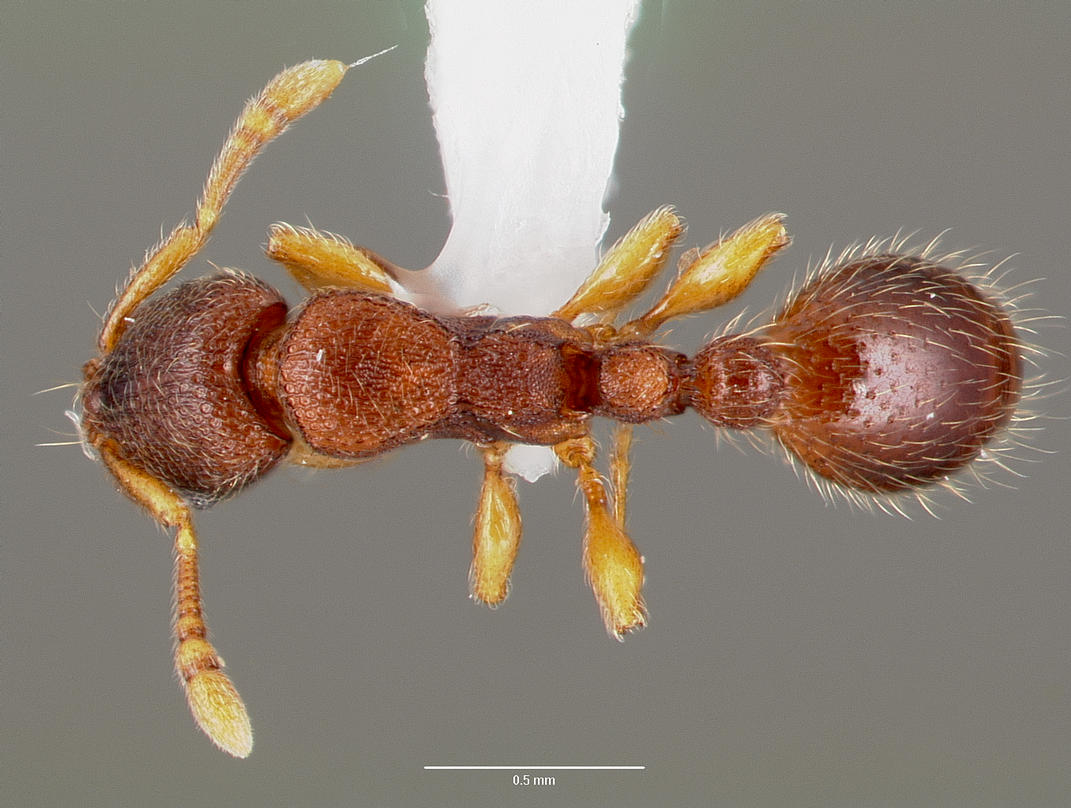
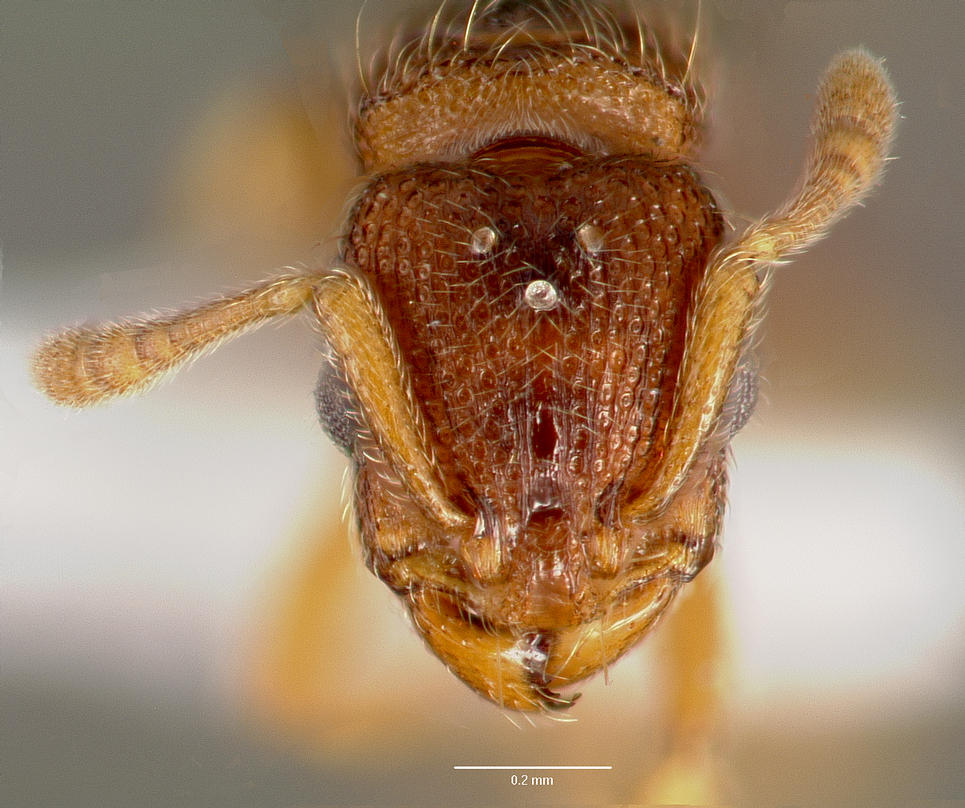